# Ofèlia (Millais)
Ofèlia és una pintura de l'artista britànic sir John Everett Millais, realitzada entre 1851 i 1852. Està exposada a la Tate Britain de Londres. Representa Ofèlia, un personatge del Hamlet de William Shakespeare, cantant abans d'ofegar-se en un riu a Dinamarca.
L'obra no va ser àmpliament considerada en la seva primera exposició a la Royal Academy, però posteriorment va provocar una gran admiració per la seva bellesa i la seva acurada descripció d'un paisatge natural. Millais va comptar amb Elizabeth Siddal com a model per a aquesta obra.

## Tema i elements
La pintura descriu Ofèlia cantant mentre flota en un riu just abans que s'ofegui. L'escena que descriu correspon a l'acte IV, escena VII de Hamlet en el discurs de la reina Gertrudis.

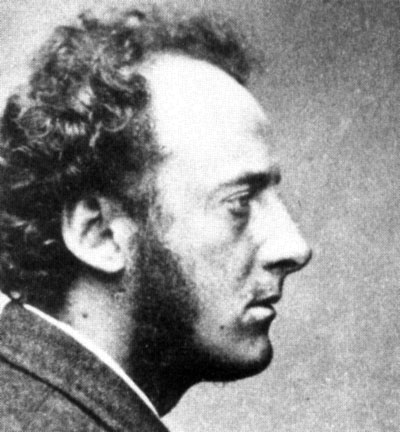
Fotografia de John Everett Millais

L'episodi descrit no es veu en escena, sinó que existeix només en la descripció que fa Gertrudis. Ofèlia ha caigut al riu despenjada d'un arbre on recollia flors. Està flotant estirada a l'aigua cantant cançons, inconscient del perill ("incapaç de la seva pròpia aflicció"). La seva roba, atrapant l'aire, li ha permès surar temporalment ("La seva roba estesa, / I, com una sirena, la va mantenir surant."). Però finalment, "el seu vestits, pesat amb la seva beguda, / atreuen la pobra infeliç del seu melodiós repòs" avall, "a la mort fangosa."
La mort d'Ofèlia ha estat elogiada com una de les més poètiques escenes de mort escrites en la literatura.
La posa d'Ofèlia —els seus braços oberts i mirant cap amunt— també s'assembla als retrats tradicionals de sants o màrtirs, però també ha estat interpretat com a eròtic.
La pintura és coneguda per la seva descripció detallada de la flora del riu i la riba, accentuant els patrons de creixement i decadència en un ecosistema natural. Malgrat ser formalment danès, el paisatge ha arribat a ser vist com la quinta essència anglesa. "Ofèlia" va ser pintada al llarg dels bancs del riu Hogsmill a Surrey, prop de Tolworth, Londres. Barbara Webb, una resident veïna d'Old Malden, va dedicar molt de temps a trobar el lloc exacte de la imatge, i segons la seva recerca, l'escena se situa a Six Acre Meadow, al costat de la carretera de l'església, a Old Malden. La Millais Road es troba a prop. Un col·lega de Millais, William Holman Hunt, va estar treballant en el mateix període en el seu quadre El pastor del Hireling, a la mateixa zona.

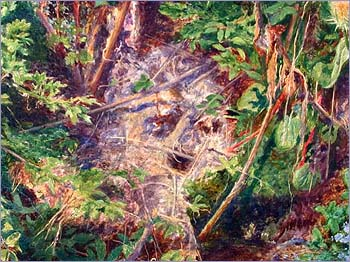
El crani insinuat en el fullatge

Les flors que es veuen flotant al riu van ser escollides per correspondre amb la descripció de Shakespeare de la garlanda d'Ofèlia. També reflecteixen l'interès victorià en el "llenguatge de les flors", en què cada flor té un significat simbòlic. La prominent rosella vermella —no esmentada en la descripció del text de Shakespeare—representa la son i la mort.
Sovint s'ha afirmat que hi ha representat un crani humà en el fullatge a la vora dreta del riu, però no existeix cap evidència que aquesta fos la intenció de Millais. Tanmateix, una imatge amb forma de crani és indiscutiblement utilitzada per Hunt en la seva peça contemporània El pastor del Hireling, que mostra un borinot de la mort.
En una primera etapa en la creació de la pintura, Millais va pintar un ratolí de camp -que un assistent havia tret de l'aigua del riu Hogsmill—, al costat de l'emplaçament d'Ofèlia. El desembre de 1851, va mostrar la pintura inacabada a uns familiars d'Holman Hunt. Va escriure en el seu diari: "l'oncle i la tia d'Hunt van arribar, tots dos entenen molt clarament tots els objectes excepte la meva rata d'aigua. Quan vaig convidar l'home a endevinar de què es tractava, va afirmar que era una llebre. Apercebut pels nostres somriures que havia comès un error, va aventurar que seria un conill. Després de tot això, tinc un vague record que també s'havia esmentat un gos o un gat". Millais va treure la rata d'aigua de la imatge final, encara que un esbós d'aquesta encara existeix en la cantonada superior del llenç, ocult pel marc.